# 長崎市立出津小学校
長崎市立出津小学校（ながさきしりつ しつしょうがっこう、Nagasaki City Shitsu Elementary School）は、長崎県長崎市西出津町にあった公立小学校。
2016年（平成28年）3月末に閉校。長崎市立黒崎東小学校に統合された。

## 概要
歴史
1874年（明治7年）に開校した「出津小学校」を前身とする。2009年（平成21年）に創立135周年を迎えた。
校訓
「心豊かに たくましく 生き生きと学ぶ児童の育成」
校章
中央に「小」の文字を置いている。
校歌
作詞・作曲ともに富永博による。歌詞は3番まであり、各番に校名の「出津小学校」が登場する。
校区
住所表記で長崎県長崎市の後に「西出津町、東出津町、新牧野町、赤首町」が続く地域であった。
中学校区は長崎市立黒崎中学校。

## 沿革
旧・出津小学校
- 1874年（明治7年） - 出津茂手に「出津小学校」が開校。
- 1883年（明治16年）- 出津小学校（しつ）が黒崎小学校に統合され「黒崎学区公立中等黒崎小学校」と改称。
- 1885年（明治18年）- 校舎を改築し、「公立下等出津小学校」として分離・独立。
- 1885年（明治18年）- 黒崎小学校と出津小学校が分離・独立。校舎が完成。
- 1886年（明治19年）- 小学校令により、簡易科（3年制）を設置の上、「簡易出津小学校」と改称。
- 1889年（明治23年）- 小学校令の改正により、「尋常出津小学校」（4年制）に改称。
- 1893年（明治26年）- 小学校令の改正により、「出津尋常小学校」に改称（「尋常」の位置が変わる）。

旧・黒崎小学校
- 1911年（明治44年）6月20日 - 出津尋常小学校が「黒崎尋常小学校」に統合され、「出津分教場」として継続使用される。
- 1916年（大正5年）4月1日 - 高等科（修業年限2ヶ年）を併置し、「黒崎尋常高等小学校」と改称。
- 1919年（大正8年）4月1日 - 本校を峠校舎に移転し、従来の黒崎校舎を分教場とする。
- 1929年（昭和4年）9月20日 - 黒崎分教場と出津分教場を廃止し、峠校舎に統合。
- 1930年（昭和5年）7月18日 - 暴風で校舎2棟が倒壊し、教室不足のため、出津愛児園（現・ド・ロ神父博物館）を借用。
- 1931年（昭和6年）6月15日 - 新校舎2棟が完成。
- 1941年（昭和16年）4月1日 - 国民学校令により、「黒崎村国民学校」に改称。従来の尋常科を初等科に改称。
- 1947年（昭和22年）4月1日 - 学制改革（六・三制の実施）
  - 旧・黒崎村国民学校の初等科（6ヶ年）が改組され、「黒崎村立黒崎小学校」となる。
  - 旧・黒崎村国民学校の高等科（2ヶ年）が改組され、黒崎村立黒崎中学校（新制中学校）となり、小学校に併設される。
- 1955年（昭和30年）2月11日 - 黒崎村・神浦村の2村合併により外海村が発足。これにより「外海村立黒崎小学校」に改称。
- 1960年（昭和35年）5月3日 - 町制施行により、外海町が発足。これにより、「外海町立黒崎小学校」と改称。
- 1962年（昭和37年）4月1日 - 黒崎東部地区が外海町立黒崎東小学校として分離・独立。
- 1964年（昭和39年）2月29日 - 新校地の造成が完了。新校舎の建設を開始。

出津小学校
- 1965年（昭和40年）
  - 3月5日 - 新校舎が完成。
  - 3月13日 - 新校舎に移転を完了。
  - 4月1日 - 「外海町立出津小学校」に改称。特殊学級を設置。
- 1966年（昭和41年）1月31日 - 新校舎第二期工事が完了。
- 1971年（昭和46年）8月10日 - プールが完成。

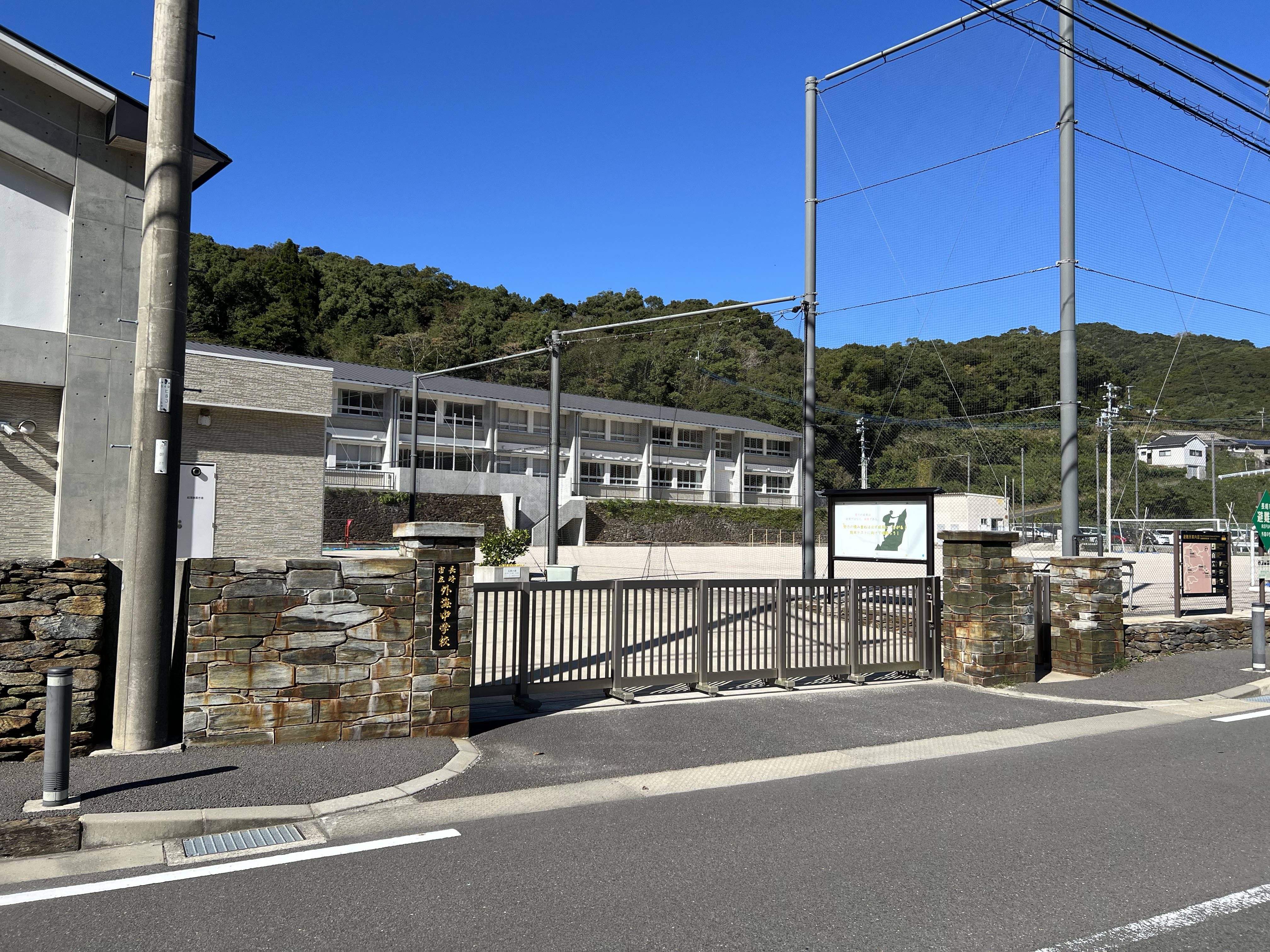
跡地に建設された外海中学校

- 1972年（昭和47年）1月10日 - 完全給食を開始。
- 2005年（平成17年）1月4日 - 外海町が長崎市に編入され、「長崎市立出津小学校」（現校名）に改称。
- 2016年（平成28年）
  - 2月21日 - 閉校式を挙行。
  - 3月31日 - 長崎市立黒崎東小学校への統合により閉校。

跡地の活用
- 2019年（平成31年）4月1日新設予定の長崎市立外海中学校の新校舎が建設されている[2]。

## 交通アクセス
最寄りのバス停
- 長崎自動車（長崎バス）・さいかい交通 「出津」バス停
- 長崎市コミュニティバス#外海線（長崎バスが運行）「出津小学校前」

最寄りの国道・県道
- 国道202号線

## 周辺
- カトリック出津教会
- 出津愛児園
- 長崎市外海子ども博物館
- 長崎市外海歴史民俗資料館
- ド・ロ神父博物館
- 西出津簡易郵便局
- カリタス外海診療所
- 聖ヨゼフ修道院

## 著名な出身者
- 永間香奈子（バレーボール選手：岡山シーガルズ）

## 関連事項
- 長崎県小学校の廃校一覧